# I LOVE mama
《I LOVE mama》（アイラブママ）是日本Inforest出版公司於毎月17日發行的時尚生活雜誌，2008年9月創刊。創刊時的前名為「Mama Nuts × Ageha」，是《小惡魔ageha》刊登的共同特別號。到了2009年3月，雜誌名稱「Mama Nuts × Ageha」被改名為「I LOVE mama」。該雜誌的主要內容是針對於成為媽媽的女性模特兒。

## 專屬模特兒

### Love-mo
- 日菜あこ
- 木口千佳
- 大工原里美
- 野田華子
- 白井由香里
- 仲本沙織
- 新井千佳
- 孫きょう
- 白戶彩花

### Love-mama
- 大城真帆
- 久保綾音
- 川端さき
- 中津由香里
- 鈴木明理
- 堀田愛
- 水野麻里子
- 三島奈穗
- 佐山洋美

## 外部連結
- 《I LOVE mama》雜誌官方網站 （日語）
- 《I LOVE mama》雜誌官方網站（Inforest網頁內） （日語）